# فرانكو جيتي
فرانكو جيتي (بالإيطالية: Franco Citti)‏ هو ممثل إيطالي. اشتُهر بعمر 26 بعد تمثيله دور بيير باولو بازوليني بفيلم Accattone

## الأعمال
- العراب (1972)
- العراب: الجزء الثالث (1990)

## وصلات خارجية
- فرانكو جيتي على موقع IMDb (الإنجليزية)
- فرانكو جيتي على موقع روتن توميتوز (الإنجليزية)
- فرانكو جيتي على موقع قاعدة بيانات الأفلام العربية
- فرانكو جيتي على موقع ألو سيني (الفرنسية)
- فرانكو جيتي على موقع تيرنر كلاسيك موفيز (الإنجليزية)
- فرانكو جيتي على موقع أول موفي (الإنجليزية)
- فرانكو جيتي على موقع قاعدة بيانات الأفلام السويدية (السويدية)
- فرانكو جيتي على موقع قاعدة بيانات الفيلم (الإنجليزية)
- فرانكو جيتي على موقع كينوبويسك (الروسية)